# Neubarnim
Neubarnim è una frazione del comune tedesco di Letschin, nel Brandeburgo.

### Esplicative
1. ↑  Letteralmente: «Barnim nuova», in contrapposizione alla vicina Altbarnim – «Barnim vecchia».

### Bibliografiche
1. ↑  (DE) Hauptsatzung der Gemeinde Letschin, § 2. (PDF), su letschin.de.